# Tylecodon tribblei
Tylecodon tribblei är en fetbladsväxtart som beskrevs av E. van Jaarsveld. Tylecodon tribblei ingår i släktet Tylecodon och familjen fetbladsväxter. Inga underarter finns listade i Catalogue of Life.